# Grande Prêmio da Alemanha de 1966
Resultados do Grande Prêmio da Alemanha de Fórmula 1 realizado em Nürburgring à 7 de agosto de 1966. Sexta etapa da temporada, teve como vencedor o australiano Jack Brabham.

## Classificação da prova
| Pos. | Nº | Piloto               | Construtor      | Voltas | Tempo/Diferença | Grid | Pontos |
| ---- | -- | -------------------- | --------------- | ------ | --------------- | ---- | ------ |
| 1    | 3  | Jack Brabham         | Brabham-Repco   | 15     | 2:27:03.0       | 5    | 9      |
| 2    | 7  | John Surtees         | Cooper-Maserati | 15     | + 44.4          | 2    | 6      |
| 3    | 8  | Jochen Rindt         | Cooper-Maserati | 15     | + 2:32.6        | 9    | 4      |
| 4    | 5  | Graham Hill          | BRM             | 15     | + 6:41.4        | 10   | 3      |
| 5    | 6  | Jackie Stewart       | BRM             | 15     | + 8:28.9        | 3    | 2      |
| 6    | 9  | Lorenzo Bandini      | Ferrari         | 15     | + 10:56.4       | 6    | 1      |
| 7    | 12 | Dan Gurney           | Eagle-Climax    | 14     | Pane elétrica   | 8    |        |
| 8    | 34 | Jean-Pierre Beltoise | Matra-Ford      | 14     | + 1 volta       | 18   |        |
| 9    | 26 | Hubert Hahne         | Matra-BRM       | 14     | + 1 volta       | 27   |        |
| 10   | 33 | Jo Schlesser         | Matra-Ford      | 14     | + 1 volta       | 19   |        |
| 11   | 28 | Hans Herrmann        | Brabham-Ford    | 14     | + 1 volta       | 22   |        |
| 12   | 2  | Peter Arundell       | Lotus-BRM       | 14     | + 1 volta       | 17   |        |
| Ret  | 15 | Mike Spence          | Lotus-BRM       | 12     | Alternador      | 13   |        |
| Ret  | 1  | Jim Clark            | Lotus-Climax    | 11     | Acidente        | 1    |        |
| Ret  | 20 | Chris Lawrence       | Cooper-Ferrari  | 10     | Suspensão       | 26   |        |
| Ret  | 11 | Ludovico Scarfiotti  | Ferrari         | 9      | Pane elétrica   | 4    |        |
| Ret  | 10 | Mike Parkes          | Ferrari         | 9      | Acidente        | 7    |        |
| Ret  | 4  | Denny Hulme          | Brabham-Repco   | 8      | Ignição         | 15   |        |
| Ret  | 31 | Pedro Rodríguez      | Lotus-Ford      | 7      | Motor           | 20   |        |
| Ret  | 17 | Jo Bonnier           | Cooper-Maserati | 3      | Embreagem       | 12   |        |
| Ret  | 32 | Piers Courage        | Lotus-Ford      | 3      | Acidente        | 23   |        |
| Ret  | 29 | Alan Rees            | Brabham-Ford    | 3      | Motor           | 24   |        |
| Ret  | 14 | Bob Bondurant        | BRM             | 3      | Motor           | 11   |        |
| Ret  | 19 | Bob Anderson         | Brabham-Climax  | 2      | Transmissão     | 14   |        |
| Ret  | 25 | Kurt Ahrens Júnior   | Brabham-Ford    | 2      | Câmbio          | 21   |        |
| FAT  | 16 | John Taylor          | Brabham-BRM     | 0      | Acidente fatal  | 25   | [ 2 ]  |
| Ret  | 27 | Jacky Ickx           | Matra-Ford      | 0      | Acidente        | 16   |        |
| DNS  | 18 | Guy Ligier           | Cooper-Maserati | 0      | Injury          |      |        |
| DNS  | 35 | Silvio Moser         | Brabham-Ford    | 0      |                 |      |        |
| DNS  | 30 | Gerhard Mitter       | Lotus-Ford      | 0      |                 |      |        |

## Tabela do campeonato após a corrida
|   | Pos. | Piloto         | Pontos |
| - | ---- | -------------- | ------ |
|   | 1    | Jack Brabham   | 39     |
|   | 2    | Graham Hill    | 17     |
| 4 | 3    | John Surtees   | 15     |
|   | 4    | Jochen Rindt   | 15     |
| 2 | 5    | Jackie Stewart | 14     |

|  | Pos. | Construtor      | Pontos |
|  | ---- | --------------- | ------ |
|  | 1    | Brabham-Repco   | 39     |
|  | 2    | Ferrari         | 23     |
|  | 3    | BRM             | 22     |
|  | 4    | Cooper-Maserati | 17     |
|  | 5    | Lotus-Climax    | 7      |

- Nota: Somente as primeiras cinco posições estão listadas. Apenas os cinco melhores resultados de cada piloto ou equipe eram computados visando o título. Neste ponto esclarecemos: na tabela dos construtores figurava somente o melhor colocado dentre os carros de um time. No presente caso, os campeões da temporada surgem grafados em negrito.